# Yūta Koide
Yūta Koide (小出 悠太?, Koide Yūta; Chiba, 20 ottobre 1994) è un calciatore giapponese, difensore del Ventforet Kofu.